# Hohnsdorf
Hohnsdorf ist ein Dorf in Sachsen-Anhalt, Landkreis Anhalt-Bitterfeld. Es gehört zum Stadtteil Trebbichau an der Fuhne der Stadt Südliches Anhalt.

## Geschichte
Die urkundliche Ersterwähnung von Hohnsdorf, als Hunddisdoppe, erfolgte in einer Urkunde vom 28. Dezember 1156, in der auch die Orte Thurau, Zabitz, Klepzig, Ilbersdorf, Libbesdorf und Reppichau erwähnt werden. Die Walburgis-Kirche wurde bereits im 11. Jahrhundert erwähnt. Zwischen Hohnsdorf und dem östlich gelegenen Trebbichau an der Fuhne befand sich früher noch ein Wachau oder Wagau genannter Ort, für den 1589 vier Hausbesitzer erwähnt werden. 1156 bis 1786 war die Familie von Krosigk Besitzer des Gutes Hohnsdorf. 1786 erwarb Fürst Karl Georg Lebrecht von Anhalt-Köthen für 35.000 Goldtaler den Ort. Am 1. Juli 1950 wurde Hohnsdorf nach Trebbichau eingemeindet.

## Bauwerke
Die evangelische Sankt-Walpurgis-Kirche des Dorfes stammt im Kern bereits aus der Zeit der Romanik, hat durch Umbauten im 18. Jahrhundert heute ein barockes Erscheinungsbild.

## Persönlichkeiten
- Christoph von Krosigk (1576–1638), Erbherr auf Hohnsdorf, Sandersleben und Gnelbs, Herr auf Beesedau und anhaltischer Hofbeamter
- Georg Aribert von Krosigk (1617–1665), Erbherr auf Hohnsdorf und Beesedau, Hessen-kasselscher Hauptmann
- Christian Siegfried von Krosigk (1700–1757), Erbherr auf Hohnsdorf und preußischer Generalmajor